# Junior Nkembi
Junior Nkembi (geb. 1996 in Kamerun) ist ein deutscher American-Football-Spieler auf der Position des Safety. Er spielt in der Saison 2023 für die Munich Ravens in der European League of Football und ist deutscher Nationalspieler.

## Karriere
Nkembi kam mit 9 Jahren nach Deutschland. Durch seinen Freund Ian Gehrke kam er zum American Football und startete in der Junioren-Abteilung der Schwäbisch Hall Unicorns. Daneben war er auch als Sprinter aktiv und betrieb Thai-Boxen. Trotz zweier Verletzungen, die ihn längere Zeit vom Football abhielten, wurde er schließlich ins Seniorenteam der Unicorns berufen. Mit diesen gewann er 2017 und 2018 den German Bowl sowie 2021 die CEFL.
Ende 2021 wollte Nkembi eigentlich seine Football-Karriere beenden. Auf Grund einer Einladung zur Nationalmannschaft und einer Anfrage der Stuttgart Surge aus der professionalisierten European League of Football entschied er sich jedoch weiterzuspielen. Er nahm das Angebot der Surge für die Saison 2022 an. In acht Spielen brachte 32 Tackles an.
Zur Saison 2023 wurde er von der neu gegründeten ELF-Franchise Munich Ravens verpflichtet.